# Conus hilli
Espèce
Conus hilli est une espèce de mollusques gastéropodes marins de la famille des Conidae.
Comme toutes les espèces du genre Conus, ces escargots sont prédateurs et venimeux. Ils sont capables de « piquer » les humains et doivent donc être manipulés avec précaution, voire pas du tout.

## Description
La taille de la coquille atteint 21 mm.

## Distribution
Cette espèce marine est présente dans la mer des Caraïbes au large du Panama et de la Guadeloupe.

## Taxonomie

### Publication originale
L'espèce Conus hilli a été décrite pour la première fois en 1990 par le malacologiste américain Edward James Petuch dans la publication intitulée « The Nautilus »,.

### Synonymes
- Conus daucus f. hilli Petuch, 1990 · non accepté
- Purpuriconus hilli (Petuch, 1990) · non accepté